# Макгиннес, Ивонн
И́вонн Макги́ннесс (англ. Yvonne McGuinness; род. 12 октября 1972, Килкенни) — ирландская художница.

## Ранние годы
Ивонн Макгиннесс родилась 12 октября 1972 года в Килкенни (Ирландия). Её дядя — политик Джон Макгиннесс. В 2000-е годы она проходила обучение в Королевском колледже искусств, который окончила со степенью магистра.

## Карьера
Как художница, Макгиннесс работает в различных контекстах, включая видеоинсталляции и печать. Её работы выставлялись в Ирландии и Великобритании.
Инсталляции Макгиннесса включают в себя «кино, перформанс, скульптурные и текстильные элементы, звук и письмо». Её работа сосредоточена на предметах, связанных с местом, временем и сообществом. Она интересуется воплощённым опытом места и принадлежности, устраивая живые, публичные выступления и перформансы, которые создают сюрреалистические и динамичные моменты взаимодействия и связи с местом, временем и обществом. Это иммерсивная работа, совместная и, как правило, временная. Её киноинсталляции часто реконструируют документацию этих перформансов для галерейного контекста. В биографии 2004 года говорилось: «Последние работы были озабочены идеями изображения себя и обмана, имея дело с сублимированным желанием художника к самовыражению и напряжением между откровением и сокрытием».
Макгинесс приняла участие в создании короткометражных фильмов  «Это между нами» (2011), «Место Чарли» (2012) и «Шествие» (2012).

## Личная жизнь
В 1996 году Макгинесс познакомилась с актёром Киллианом Мёрфи на одном из концертов его рок-группы. 1 августа 2004 года они поженились после восьми лет отношений. У супругов есть два сына — Малаки Мёрфи (род. 4 декабря 2005) и Аран Мёрфи (род. в июле 2007).
До 2001 года Макгинесс жила с Мёрфи в Дублине, а затем они переехали в Лондон, чтобы она могла учиться в Королевском колледже искусств. В 2015 году они вернулись в Дублин и сейчас живут в Монкстауне.